# 指角蚜
指角蚜（学名：Matsumuraja rubifoliae）为常蚜科指角蚜屬下的一个种。